# Scopula takao
Scopula takao là một loài bướm đêm trong họ Geometridae.